# Желтоногая сумчатая мышь
Желтоногая сумчатая мышь, или жёлтая сумчатая мышь (лат. Antechinus flavipes) — вид из рода сумчатых мышей семейства хищные сумчатые. Эндемик Австралии.

## Распространение
Обитает в восточной части Австралии от северо-восточной части штата Квинсленд до юго-восточной части штата Южная Австралия. Кроме того, существует отдельная популяция в юго-западной части Западной Австралии. Является наиболее широко распространённым видом сумчатых мышей.
Естественная среда обитания — тропические влажные леса, сухие склерофитные леса, болотистые местности, пригородные районы крупных городов (например, Брисбена).

## Внешний вид
Средний вес взрослой особи — около 45 г. Длина тела с головой у самцов — 93—165 мм, длина хвоста — 70—151 мм; длина тела с головой у самок — 86—127 мм, длина хвоста — 65-107 мм. Расцветка волосяного покрова варьирует от серого до красновато-коричневого на крестце, брюхе, лапах и по бокам. Кончик хвоста чёрный.

## Образ жизни
Ведут наземный образ жизни. Гнёзда устраивают в небольших норах, где животные проводят день. Активность приходится на ночь. Питаются преимущественно насекомыми, хотя в рацион входят также растения, небольшие птицы и другие позвоночные.

## Размножение
Сумка развита хорошо. Приплод приносит раз в год. В потомстве до двенадцати детёнышей. Беременность очень короткая, длится 25 дней. Молодняк отлучается от груди примерно через 90 дней. В конце периода размножения все самцы в колонии погибают. Максимальная продолжительность жизни в неволе — 3,9 года.